# Dysidea crassa
Dysidea crassa är en svampdjursart som först beskrevs av Arthur Dendy 1905.  Dysidea crassa ingår i släktet Dysidea och familjen Dysideidae. Inga underarter finns listade i Catalogue of Life.